# Calicha ornataria
Calicha ornataria är en fjärilsart som beskrevs av John Henry Leech 1891. Calicha ornataria ingår i släktet Calicha och familjen mätare. Inga underarter finns listade i Catalogue of Life.